# Flatina binotata
Flatina binotata är en insektsart som först beskrevs av Melichar 1901.  Flatina binotata ingår i släktet Flatina och familjen Flatidae. Inga underarter finns listade i Catalogue of Life.